# 佐賀県道24号武雄多久線
佐賀県道24号武雄多久線（さがけんどう24ごう たけおたくせん）は、佐賀県武雄市から多久市に至る県道（主要地方道）である。

## 概要
武雄市武雄町大字武雄から多久市北多久町大字小侍に至る。
起点から武雄北方IC交差点までは、かつての国道34号に相当する。この区間は武雄市の中心部であり、県道に指定替えになった現在においても郊外型店舗が多数点在する。
武雄市から多久市までの区間は長崎自動車道と併走する。

### 路線データ
- 起点：佐賀県武雄市武雄町大字武雄（武雄市下西山交差点、国道34号交点、国道35号起点）
- 終点：佐賀県多久市北多久町大字小侍（北多久町莇原交差点、国道203号交点、佐賀県道338号岸川莇原線終点）

## 歴史
- 1993年（平成5年）5月11日 - 建設省から、県道武雄多久線が武雄多久線として主要地方道に指定される[1]。
- 2009年（平成21年）3月31日 - 佐賀県告示第154号により、起点の位置を変更し、武雄高校東交差点から武雄市下西山交差点に変更する。また佐賀県道330号武雄塩田線の区間だった武雄温泉入口交差点 - 朝日町甘久（あまぐ）交差点間を本路線に変更[2]。
- 2019年（令和元年）
  - 8月28日 - 豪雨災害により、全面通行止めとなる[3]。
  - 9月3日 - 長崎自動車道の多久IC - 武雄北方ICの無料措置が開始[4]。
  - 9月8日 - 全面通行止めが解除、片側交互通行となる。また、長崎自動車道の多久IC - 武雄北方ICの無料措置も終了[3]。

## 路線状況

### 重複区間
- 国道498号（武雄市朝日町大字甘久 - 武雄市北方町大字大崎・北方工業団地入口交差点）
- 国道34号（武雄市北方町大字大崎・武雄北方IC交差点 - 武雄市北方町大字大崎・大崎交差点）
- 佐賀県道25号多久若木線（多久市多久町・西多久分岐交差点 - 多久市多久町・市立病院前交差点）

### 道路施設

#### 橋梁
- 甘久橋（甘久川、武雄市）
- 高橋橋（高橋川、武雄市）
- 丁三橋（武雄市、国道34号重複区間内）
- 境橋（高木川内川、多久市）
- 北田橋（中通川、多久市）

#### トンネル
- 馬神トンネル：延長440 m、1998年（平成10年）竣工、武雄市 - 多久市

## 地理

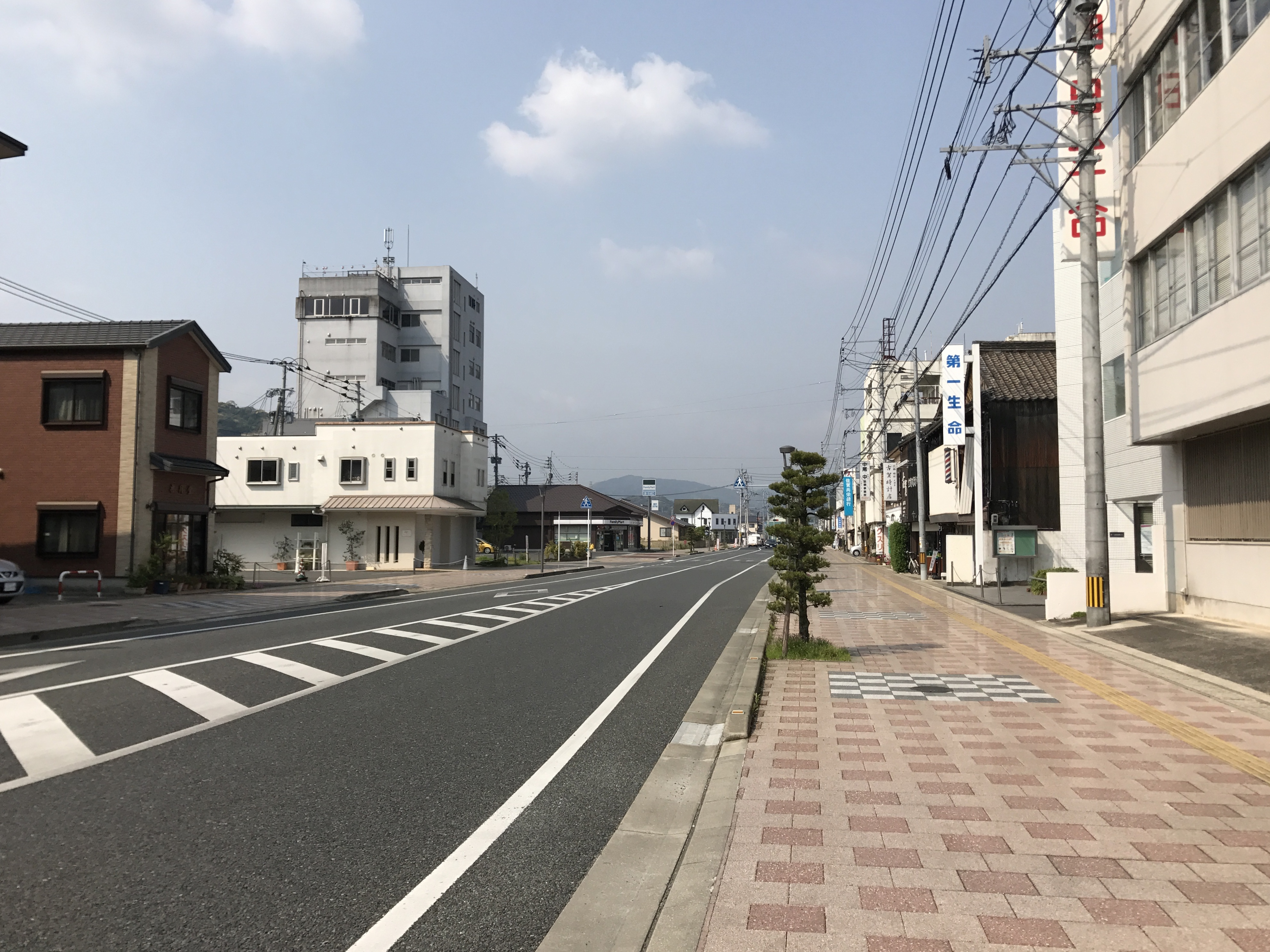
武雄市武雄町 西浦交差点の西より北方方面を望む。旧国道34号の区間。

### 通過する自治体
- 武雄市
- 多久市

### 交差する道路
| 交差する道路                                    | 市町村名 | 交差する場所             | 交差する場所              |
| ----------------------------------------------- | -------- | ------------------------ | ------------------------- |
| 国道34号 国道35号                               | 武雄市   | 武雄町大字武雄           | 武雄市下西山交差点 / 起点 |
| 佐賀県道253号武雄温泉線 佐賀県道330号武雄塩田線 | 武雄市   | 武雄町大字富岡           | 武雄温泉入口交差点        |
| 佐賀県道53号武雄伊万里線                        | 武雄市   | 武雄町大字富岡           | 小楠交差点                |
| 佐賀県道331号北方朝日線                         | 武雄市   | 朝日町大字甘久（あまぐ） |                           |
| 国道498号 重複区間起点                          | 武雄市   | 朝日町大字甘久           |                           |
| E34 長崎自動車道                                | 武雄市   | 北方町大字大崎           | 5 武雄北方IC              |
| 国道34号 重複区間起点                           | 武雄市   | 北方町大字大崎           | 武雄北方IC交差点          |
| 国道498号 重複区間終点                          | 武雄市   | 北方町大字大崎           | 北方工業団地入口交差点    |
| 国道34号 重複区間終点                           | 武雄市   | 北方町大字大崎           | 北方町大崎交差点          |
| 佐賀県道25号多久若木線 重複区間終点             | 多久市   | 多久町                   | 西多久分岐交差点          |
| 佐賀県道25号多久若木線 重複区間終点             | 多久市   | 多久町                   | 市民病院前交差点          |
| 佐賀県道308号小侍多久原線                       | 多久市   | 北多久町大字小侍         | 莇原南交差点              |
| 国道203号 佐賀県道338号岸川莇原線               | 多久市   | 北多久町大字小侍         | 莇原交差点 / 終点         |

### 交差する鉄道
- 佐世保線
- 唐津線

### 沿線
- JR九州佐世保線・西九州新幹線 武雄温泉駅
- 武雄市立武雄中学校
- JR九州佐世保線 高橋駅
- 多久市立病院
- 多久市立東原庠舎西渓校
- JR九州唐津線 多久駅

### 峠
- 馬神峠（武雄市 - 多久市）